# Mats Persson
Mats Robert Persson (ur. 27 listopada 1980 w m. Markaryd) – szwedzki polityk i ekonomista, poseł do Riksdagu, działacz Liberałów, w latach 2022–2024 minister edukacji, od 2024 do 2025 minister zatrudnienia i integracji.

## Życiorys
Z wykształcenia ekonomista. Kształcił się na Uniwersytecie w Lund, na którym uzyskał magisterium (2005) oraz doktorat z historii gospodarczej (2015). Zaangażował się w działalność polityczną w ramach Ludowej Partii Liberałów (która w 2015 zmieniła nazwę na Liberałowie). W latach 2009–2014 był radnym regionu Skania. Został partyjnym rzecznikiem do spraw gospodarczych.
W wyborach w 2014 po raz pierwszy uzyskał mandat posła do Riksdagu. Z powodzeniem ubiegał się o reelekcję w 2018 i 2022.
W 2022 został przewodniczącym frakcji Liberałów w szwedzkim parlamencie. W październiku tego samego roku objął urząd ministra edukacji w utworzonym wówczas rządzie Ulfa Kristerssona. We wrześniu 2024 w tym samym gabinecie przeszedł na funkcję ministra zatrudnienia i integracji, którą pełnił do czerwca 2025.